# Zamorano (futebolista)
Frederico Filipe Teixeira Ribeiro, conhecido popularmente por Zamorano, (Felgueiras, 5 de Abril de 1982) é um futebolista português, que joga habitualmente a médio ou a defesa direito.
Atualmente, joga pelo FC Felgueiras 1932 juntamente com o seu primo Bakero.

## Títulos
- 2012-2013: Campeão da III Divisão - Série B pelo FC Felgueiras 1932
- 2011-2012: Campeão da Divisão De Honra (AF Porto) pelo CA Felgueiras
- 2007-2008: Campeão da 2ª Divisão de Honra pelo Trofense
- 2002-2003: Campeão da 2 Divisão B (Zona Norte) pelo Leixões